# Dan Vandal
Pour les articles homonymes, voir Vandal.
Dan Vandal, né le 18 avril 1960 à Winnipeg, est un homme politique canadien, membre du Parti libéral. 

## Biographie
Il est député de la circonscription de Saint-Boniface—Saint-Vital à la Chambre des communes du Canada depuis son élection le 19 octobre 2015. De novembre 2019 à décembre 2024, il est le ministre des Affaires du Nord sous le gouvernement de Justin Trudeau. Le 26 octobre 2021, il est parallèlement nommé ministre responsable des agences de développement économique des Prairies et du Nord du Canada. Il quitte le gouvernement le 20 décembre 2024 et ne se représente pas aux élections générales de 2025.